# Omorphina tibetica
Omorphina tibetica är en fjärilsart som beskrevs av Embrik Strand 1917. Omorphina tibetica ingår i släktet Omorphina och familjen nattflyn. Inga underarter finns listade i Catalogue of Life.